# Praca (rejon wołożyński)
Praca (biał. Праца; ros. Праца) − wieś na Białorusi, w obwodzie mińskimm, w rejonie wołożyńskim, w sielsowiecie Wiszniew.

## Historia
W czasach zaborów zaścianek w gminie Holszany, w powiecie oszmiańskim, w guberni wileńskiej Imperium Rosyjskiego. W 1905 roku liczył 8 mieszkańców, 60 dziesięcin, własność Ruszczyca.
W latach 1921–1945 kolonia leżała w Polsce, w województwie wileńskim, w powiecie oszmiańskim, w gminie Holszany.
W 1931 w 1 domu zamieszkiwało 6 osób.
Wierni należeli do parafii rzymskokatolickiej w Bohdanowie i prawosławnej w Mościszczach. Miejscowość podlegała pod Sąd Grodzki w Holszanach i Okręgowy w Wilnie; właściwy urząd pocztowy mieścił się w Bohdanowie.
Po II wojnie światowej w granicach Związku Sowieckiego. Od 1991 w niepodległej Białorusi.